# ميراوا (سقز)
قرية ميراوا (بالكردية: میراوا) هي إحدى القرى التابعة لـتيله کو في ريف قسم زيويه من مقاطعة سقز، في محافظة كردستان الإيرانية.

## السكان
حسب إحصاءات سنة 2006، بلغ إجمالي السكان في ميراوا 127 نسمة وعدد المساكن 23 مسكن. لغة سكان ميراوا هي اللغة الكردية و هم من أهل السنة والجماعة والمذهب الشافعي.